# ماگنوس دوم نروژ
ماگنوس دوم نروژ (انگلیسی: Magnus II of Norway؛ c. ۱۰۴۸ – ۲۸ آوریل ۱۰۶۹ (aged ۱۹–۲۱)) یک پادشاه نروژ اهل نروژ بود. 